# Endothenia rhachistis
Endothenia rhachistis es una especie de polilla del género Endothenia, categorizada en la tribu Olethreutini, de la subfamilia Olethreutinae.

## Distribución
Se distribuye por India.

## Taxonomía
Fue descrita por Diakonoff en 1973 y publicada en (Pseudosciaphila), Zool. Monogr. Rijksmus. Nat. Hist. 1: 335.